# Dikasterium für die Kommunikation
Das Dikasterium für die Kommunikation (ital.: Dicastero per la Communicazione; lateinisch Dicasterium pro Communicatione) ist ein Dikasterium der römischen Kurie mit Autorität über die gesamte Öffentlichkeitsarbeit des Heiligen Stuhls und der Vatikanstadt.

## Geschichte
Papst Franziskus ordnete die Einrichtung als Sekretariat am 27. Juni 2015 mit dem Motu proprio L’attuale contesto comunicativo an. Das Dikasterium wird von einem Präfekten geleitet. Zum ersten Präfekten ernannte der Papst den vormaligen Leiter des Centro Televisivo Vaticano (CTV), Dario Edoardo Viganò. Mit dem Kommunikationssekretariat wurde nach dem Staatssekretariat und dem Wirtschaftssekretariat zunächst die dritte Behörde mit dem Namen Sekretariat errichtet.
Am 19. März 2018 bat Präfekt Viganò den Papst um Entpflichtung vom Amt des Präfekten des Kommunikationssekretariats, die der Papst zwei Tage später annahm. Vorausgegangen war heftige Kritik an Viganòs selektiver Veröffentlichung eines Briefes des emeritierten Papstes Benedikt XVI. anlässlich der Vorstellung einer Buchreihe über die Theologie seines Nachfolgers.
Am 23. Juni 2018 wurde die am 27. Februar 2018 „nach Anhörung des Kardinalrats“ getroffene Entscheidung des Papstes bekanntgemacht, dass das Sekretariat ab sofort „Dikasterium für die Kommunikation“ heißt. Mit Paolo Ruffini wurde der erste Präfekt einer Kurienbehörde eingesetzt, der kein Priester ist.
Die heutige Festlegung seiner Aufgaben und Kompetenzen ist in der seit Pfingsten 2022 geltenden Apostolischen Konstitution Praedicate Evangelium geregelt.

## Aufgaben

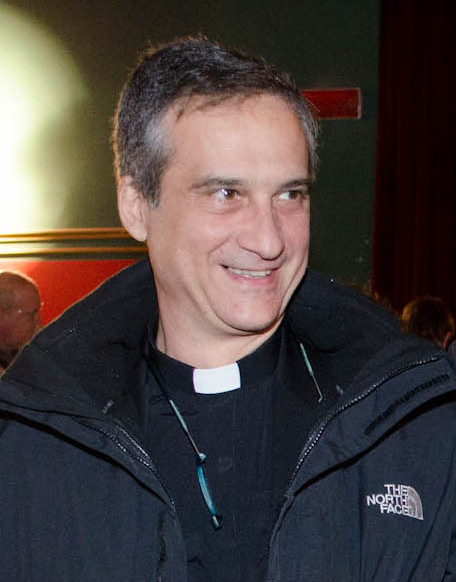
Dario Viganò, von 2015 bis 2018 erster Präfekt des Kommunikationssekretariats

Aufgaben und Arbeitsweise des Sekretariats sind in dem von Papst Franziskus am 6. September 2016 erlassenen Statut beschrieben.
Das Sekretariat koordiniert die Tätigkeit aller Einrichtungen der Kurie, die der öffentlichen Kommunikation und der Nutzung der verschiedenen Medien dienen. Alle diese Einrichtungen üben ihre Tätigkeit weiterhin eigenständig aus, sollen diese aber mittels des Sekretariats aufeinander abstimmen. Die betroffenen Einrichtungen sind:
- Päpstlicher Rat für die sozialen Kommunikationsmittel
- Presseamt des Heiligen Stuhls
- Radio Vatikan
- Vatikanisches Fernsehzentrum
- L’Osservatore Romano
- Libreria Editrice Vaticana
- Vatikanische Druckerei
- Internetdienst des Heiligen Stuhls
- Fotodienst[4]

## Mitglieder
Wie der Präfekt und der Sekretär des Kommunikationssekretariats werden laut dem Statut auch dessen Mitglieder vom Papst für eine fünfjährige Amtszeit berufen. Am 13. Juli 2016 bestimmte der Papst die ersten Mitglieder des neuen Dikasteriums:

### Kardinäle
- John Njue
- Chibly Langlois
- Charles Maung Bo
- Thomas Aquino Man’yō Maeda[11]
- Marcello Semeraro[12]
- Mauro Gambetti[13]
- Américo Manuel Alves Aguiar (seit 2023)[14]
- Tarcisio Isao Kikuchi SVD (seit 2025)[15]

### Erzbischöfe
- Diarmuid Martin
- Gintaras Grušas
- Jorge Eduardo Lozano[13]
- Boris Andrij Gudziak[13]
- Ivan Maffeis (seit 2022)[16]

### Bischöfe
- Stanislas Lalanne
- Pierre Nguyên Van Kham
- Ginés Ramón García Beltrán
- Nuno Brás da Silva Martins
- Emmanuel Adetoyese Badejo[13]
- Valdir José de Castro (seit 2022)[16]

### Laien
- Kim Daniels
- Markus Schächter
- Leticia Soberón Mainero
- Nathalie Becquart[13]

## Konsultoren (Auswahl)
Neben den Mitgliedern sieht das Statut Konsultoren vor, die als Geistliche oder Laien in verschiedenen Bereichen Fachkompetenz besitzen, die die Tätigkeit des Dikasteriums betreffen. Sie werden vom Papst ebenfalls für fünf Jahre in diese beratende Funktion berufen.
- Andrew Kaufa SMM (seit 2022)
- Fabio Pasqualetti SDB (seit 2022)
- George Plathottam SDB (seit 2022)
- Veronica Amata Donatello SFA (seit 2022)
- Adelaide Felicitas Ndilu SIHM (seit 2022)
- Antonio Cisternino (seit 2022)
- Óscar Augusto Elizalde Prada (seit 2022)
- Helen Osman (seit 2022)
- John E. Corcoran (seit 2022)
- Tomás Insua (seit 2022)[16]
- Matthias Kopp (seit 2024)[17]